# Sindernbach
Der Sindernbach, auch Sinnernbach oder Sinnersbach genannt, ist ein 3,6 km langer, östlicher und orographisch linker Zufluss der Sieg in den Gemarkungen und Ortschaften Walpersdorf und Nenkersdorf im Kreis Siegen-Wittgenstein in Nordrhein-Westfalen.
Der Name des Sindernbachs leitet sich vermutlich vom Wort Sinder + Bach = Schlacke + Bach ab, also Schlackenbach.

## Geographie

### Verlauf

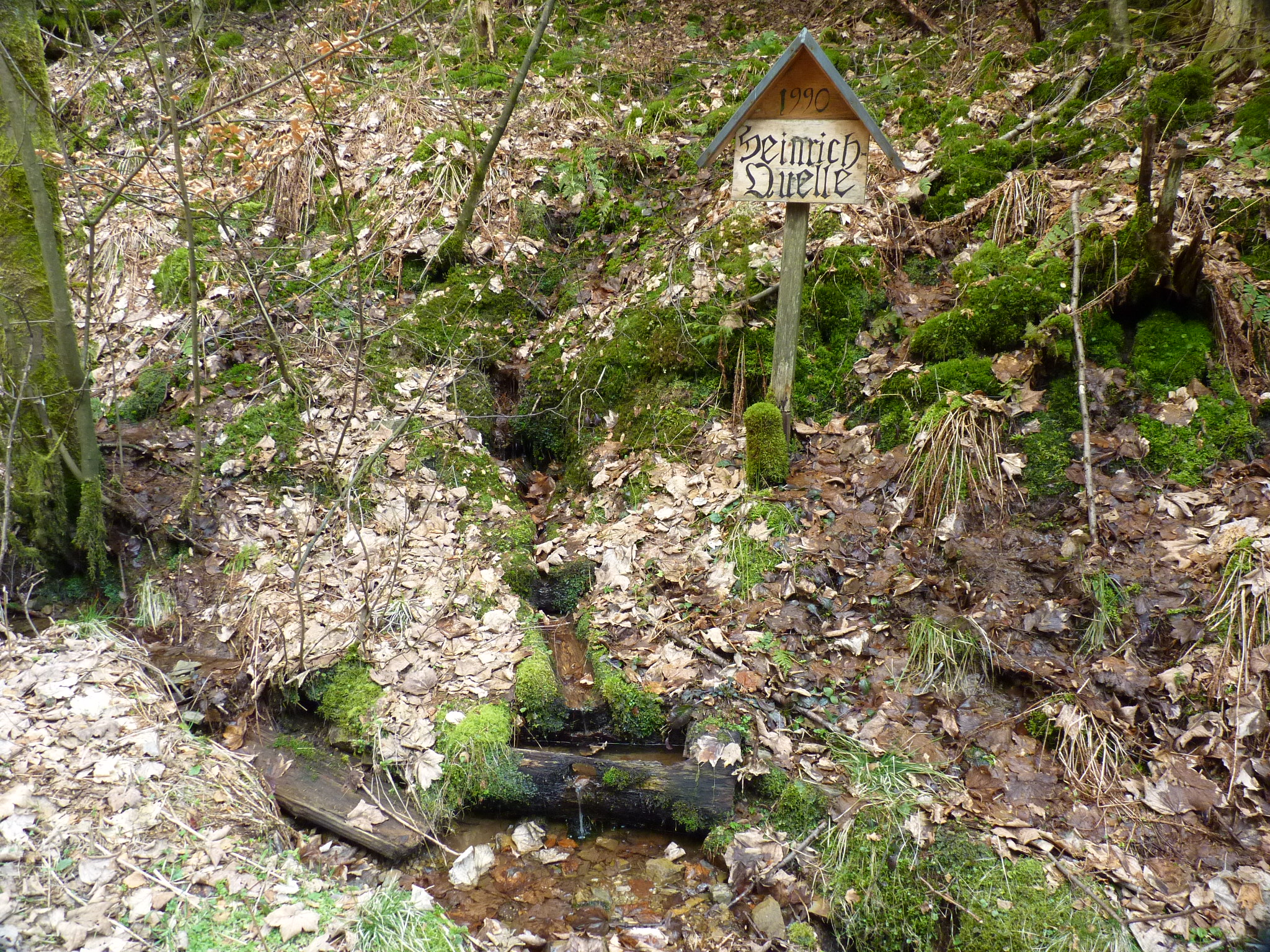
Die Heinrichquelle im Sindernbachtal bei Walpersdorf

Der Sindernbach entspringt im Süden des Rothaargebirges auf der Westabdachung des Ederkopf-Lahnkopf-Rückens. Seine Quelle liegt auf der Grenze der Gemarkungen Walpersdorf und Nenkersdorf auf der Westflanke des Lahnkopfs (624,9 m) auf einer Höhe von 570 m ü. NHN. Etwa 200 m östlich oberhalb der Quelle verlaufen die Eisenstraße des Rothaargebirges als Teil der Landesstraße 722 und parallel dazu der Rothaarsteig. Größere Nachbarquellen der Sindernbachquelle entlang dieser Straße sind etwa 440 m südsüdöstlich die Lahnquelle und 2,5 km nordnordöstlich die Siegquelle.
Anfangs fließt der Sindernbach durch ein bewaldetes Tal knapp 450 m in Richtung Westsüdwesten, um dann nach einer kleinen Drehung nach Westnordwesten zu fließen. In diesem Waldstück nimmt er linksseitig durch ein Rinnsal das Wasser der südlich vom Bach gelegenen Heinrichquelle auf. Nach etwa 750 m weiterer Fließstrecke mündet linksseitig im Naturschutzgebiet Birkenborn, Flurteil Sinderbach sein erster Zufluss ein. Etwas unterhalb davon mündet rechtsseitig der Butzbach ein. Danach fließt der Sindernbach knapp 500 m in westliche Richtung und nimmt linksseitig einen Bach auf, der im südlich oberhalb des Sindernbachs gelegenen Naturschutzgebiet Birkenborn, Flurteil Eckstein am Birkenborn entspringt. Von dort fließt der Sindernbach noch ein ganzes Stück weiter nach Westen, dann mündet rechtsseitig ein weiterer (namenloser?) kleiner Zufluss ein.
Kurz danach erreicht der Sindernbach die Ortschaft Walpersdorf und unterquert zweimal die L 719, dort Wittgensteiner Straße genannt. Normalerweise würde der Bach hier in die Sieg münden, doch er wird durch einen Mühlgraben, in den auch ein Teil des Siegwassers geleitet wird, etwas südöstlich parallel zur Sieg in Richtung Südwesten nach Nenkersdorf geleitet, wo sein Wasser als Antrieb der Wassermühle Nenkersdorf genutzt wird.
Etwa 100 m westlich der Mühle, wo der Sindernbach linksseitig noch einen kurzen Bach aufnimmt, mündet er in Nenkersdorf auf etwa 363 m Höhe in den Rhein-Nebenfluss Sieg.

### Naturräumliche Zuordnung
Der Sindernbach fließt in der naturräumlichen Haupteinheitengruppe Süderbergland (Nr. 33) und in der Haupteinheit Siegerland (331) durch die Untereinheit Siegerländer Rothaar-Vorhöhen (331.2) – ausgehend von seiner auf der Westabdachung des in der Haupteinheit Rothaargebirge (mit Hochsauerland) (333) zur Untereinheit Dill-Lahn-Eder-Quellgebiet (333.0) gehörenden Naturraums Ederkopf-Lahnkopf-Rücken (333.01) gelegenen Quelle.

## Einzugsgebiet und Zuflüsse
Das Einzugsgebiet des Sindernbaches ist 3,471 km² groß und überwiegend bewaldet. Höchste Berge im Einzugsgebiet sind der Grauhain mit etwa 638 m und die Stiegelburg mit 637,8 m Höhe. Zu den Zuflüssen des Sindernbachs gehören – bachabwärts betrachtet:
| Name       | Seite  | Länge (km) | Quell-          | Mündungs-       |
| Name       | Seite  | Länge (km) | höhe (m ü. NHN) | höhe (m ü. NHN) |
| ---------- | ------ | ---------- | --------------- | --------------- |
| Nickseifen | links  | 0,48 km    | 510 m           | 430 m           |
| Butzbach   | rechts | 1,10 km    | 535 m           | 425 m           |
| Birkenborn | links  | 0,30 km    | 470 m           | 410 m           |
| Zufluss    | rechts | 0,26 km    | 450 m           | 395 m           |
| Zufluss    | rechts | 0,04 km    | 385 m           | 370 m           |

Zudem fließt dem Sindernbach noch ein Rinnsal aus der kleinen Heinrichquelle zu.

## Sindernbachstollen
Ein Stück oberhalb von Walpersdorf wird ein Teil des Sindernbachwassers in den 800 Meter langen Sindernbachstollen abgezweigt. Dieser ist, wie auch der Michelbachstollen, mit dem Siegstollen verbunden. Aus dem Siegstollen wird dann das Wasser dieser drei Bäche unterirdisch zur ehemaligen Ortschaft Nauholz in den dort fließenden Obernau-Zufluss Nauholzbach geleitet, der kurz darauf in die Obernautalsperre mündet.